# Soulbook Tour
Soulbook Tour – piętnasta trasa koncertowa Roda Stewarta; w jej trakcie odbyło się trzydzieści osiem koncertów.
1. 7 maja 2010 – Dubaj, Zjednoczone Emiraty Arabskie – The Sevens
2. 11 maja 2010 - Dublin, Irlandia – The O2
3. 12 maja 2010 – Dublin, Irlandia – The O2
4. 15 maja 2010 – Belfast, Irlandia Północna – Odyssey Arena
5. 16 maja 2010 – Belfast, Irlandia Północna – Odyssey Arena
6. 18 maja 2010 – Newcastle upon Tyne, Anglia – Metro Radio Arena
7. 20 maja 2010 - Nottingham, Anglia – Nottingham Arena
8. 22 maja 2010 - Birmingham, Anglia – NIA Arena
9. 23 maja 2010 – Birmingham, Anglia – NIA Arena
10. 26 maja 2010 – Manchester, Anglia – Manchester Evening News Arena
11. 27 maja 2010 – Manchester, Anglia – Manchester Evening News Arena
12. 29 maja 2010 – Londyn, Anglia – The O2 Arena
13. 1 czerwca 2010 – Londyn, Anglia – The O2 Arena
14. 3 czerwca 2010 – Londyn, Anglia – The O2 Arena
15. 8 czerwca 2010 – Moskwa, Rosja – Kremlin Palace
16. 10 czerwca 2010 – Wilno, Litwa – Vingis Park
17. 12 czerwca 2010 – Tallinn, Estonia – Song Festival Ground
18. 17 czerwca 2010 – Sztokholm, Szwecja – Ericcson Globen
19. 18 czerwca 2010 – Malmö, Szwecja – Malmö Stadion
20. 21 czerwca 2010 – Werona, Włochy – Verona Arena
21. 22 czerwca 2010 – Zurych, Szwajcaria – Hallenstadion
22. 24 czerwca 2010 - Norymberga, Niemcy – Nuremberg Arena
23. 26 czerwca 2010 – Budapeszt, Węgry – 14th T-Mobile Connection (darmowy koncert)
24. 27 czerwca 2010 – Wiedeń, Austria – Stadthalle
25. 3 lipca 2010 – Dortmund, Niemcy – Westfalenhallen
26. 4 lipca 2010 – Berlin, Niemcy - O2 World
27. 14 lipca 2010 – Edynburg, Szkocja – Edinburgh Castle
28. 15 lipca 2010 – Edynburg, Szkocja – Edinburgh Castle
29. 20 lipca 2010 – Sheffield, Anglia – Sheffield Arena
30. 21 lipca 2010 – Liverpool, Anglia – Liverpool Arena
31. 23 lipca 2010 – Glasgow, Szkocja – SECC
32. 24 lipca 2010 – Glasgow, Szkocja – SECC
33. 26 lipca 2010 – Glasgow, Szkocja – SECC
34. 28 lipca 2010 – Londyn, Anglia – O2 Arena
35. 30 lipca 2010 – Belfast, Irlandia Północna – Odyssey Arena
36. 31 lipca 2010 – Dublin, Irlandia Północna – The O2 Dublin
37. 1 sierpnia 2010 – Tel Awiw, Izrael – Nokia Arena
38. 3 sierpnia 2010 – Floriana, Malta – The Granaries